# Carlos Brito

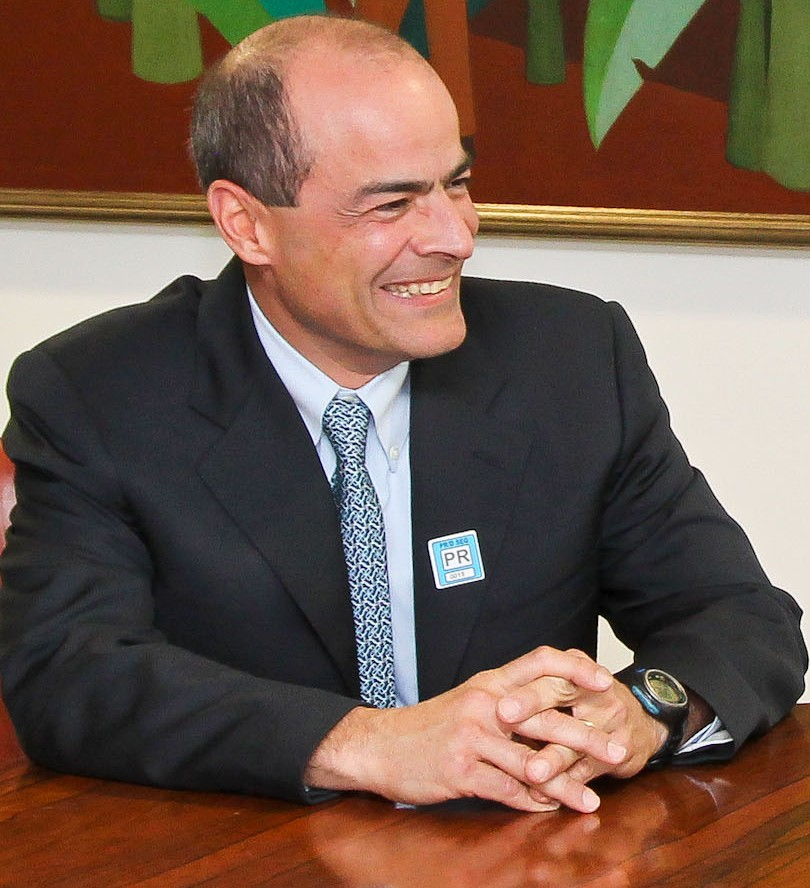
Carlos Brito, CEO AB InBev

Carlos Brito (* 1960 in Rio de Janeiro) ist ein brasilianischer Manager und der CEO von Belron.

## Leben
Carlos Brito stammt aus Rio de Janeiro. Er studierte Ingenieurwissenschaft an der Universidade Federal do Rio de Janeiro und Wirtschaft an der Stanford Business School. Nach seinem Studium war er für das britische Unternehmen Shell Oil und das deutsche Unternehmen Daimler-Benz tätig. 1989 fand er in die Bierbranche und wechselte zum brasilianischen Brauereiunternehmen Brahma. 1999 fusionierte sein Arbeitgeber mit der brasilianischen Brauerei Companhia Antarctica Paulista und es entstand das Unternehmen AmBev. Nach der erfolgreichen Übernahme von Anheuser-Busch Companies leitete er von 2008 bis 2023 als CEO das Unternehmen Anheuser-Busch InBev. Seit 1. März 23 leitet er als CEO den Konzern Belron als Nachfolger von Gary Lubner.
Brito durchlief ein Stipendienprogramm der Banco Garantia von Jorge Paulo Lemann, der als sein Mentor gilt.